# 제임스 프랑크
제임스 프랑크(James Franck, 1882년 ~ 1964년)는 미국의 실험 물리학자이다. 독일 함부르크에서 출생하여 제1차 세계대전 후 카이저 빌헬름 연구소의 물리학부 주임을 거쳐서 괴팅겐 대학교의 교수가 되었다. 그러나 히틀러 정부에 반대하여 미국으로 건너가 존스 홉킨스 대학교 교수로 있었다. 그는 구스타프 헤르츠와 함께 처음으로 전자 충돌을 실험하였고, 이어서 '프랑크-헤르츠 실험'을 하였다. 1925년 헤르츠와 함께 노벨 물리학상을 받았다.

## 수상
- 노벨 물리학상 (1925)
- 독일 물리학회(Deutsche Physikalische Gesellschaft)로부터 막스 플랑크 메달 (1951)
- 럼포드 메달 (1955)
- 왕립학회의 외국인 회원 (1964)

## 같이 보기
- 프랑크-헤르츠 실험